# غلام الخلال
أبو بكر عبد العزيز بن جعفر بن أحمد بن يزداد البغوي المشهور بـ غلام الخلال  لقب بذلك لانه كان أحد تلاميذ أبو بكر الخلال مفسر ومحدث ثقة.

## مولده ونشأته
ولد في عام 285 هـ يعتبر أحد أهم شيوخ الحنابلة، وصفه ابن أبي يعلى (الفقية والمؤرخ الحنبلي) قائلاً: " أحد أهل الفهم، موثوقًا به في العلم، متسع الرواية، كان معظما في النفوس متقدما عند الدولة، بارعا في مذهب الإمام أحمد، وقال عنه الإمام الذهبي: ما جاء بعد أصحاب أحمد مثل الخلال ولا جاء بعد الخلال مثل عبد العزيز إلا أن يكون أبا القاسم الخرقي.

## طلبه للعلم وشيوخه
سمع في صباه من محمد بن عثمان بن أبي شيبة وموسى بن هارون والفضل بن الحباب الجمحي وجعفر الفريابي وأحمد بن محمد بن الجعد الوشاء والحسين بن عبد الله الخرقي الفقيه وجماعة وقيل إنه سمع من عبد الله بن أحمد بن حنبل ولم يصح ذلك، ومن الذين تتلمذ عليهم غلام الخلال أبي القاسم البغوي ومحمد بن عثمان بن أبي شيبة والحسين بن عبد الله الخرقي الفقيه وغيرهم الكثير، حدث عنه أحمد بن الجنيد الخطبي وبشرى بن عبد الله الفاتني وغيرهما، وروى عنه بالإجازة أبو إسحاق البرمكي وتفقه به ابن بطة وأبو إسحاق ابن شاقْلا وأبو حفص العُكْبَري وأبو الحسن التميمي وأبو حفص البرمكي وأبو عبد الله بن حامد.

## ثناء العلماء عليه
وكان غلام الخلال كبير الشأن من بحور العلم له الباع الأطول في الفقه، ومن نظر في كتابه الشافي عرف محله من العلم لولا ما بشعه بغض بعض الأئمة مع أنه ثقة فيما ينقله، وقال أبو حفص البرمكي سمعته يقول: سمع مني شيخنا أبو بكر الخلال نحواً من عشرين مسألة وأثبتها في كتبه، وقال القاضي أبو يعلى: كان لأبي بكر عبد العزيز مصنفات حسنة منها كتاب المقنع وهو نحو مائة جزء وكتاب الشافي نحو ثمانين جزءاً وكتاب زاد المسافر وكتاب الخلاف مع الشافعي وكتاب مختصر السنة وروي عنه أنه قال في مرضه أنا عندكم إلى يوم الجمعة فمات يوم الجمعة ويذكر عنه عبادة وتأله وزهد وقنوع، وذكر أبو يعلى أنه كان معظماً في النفوس متقدماً عند الدولة بارعاً في مذهب الإمام أحمد.

## مؤلفاته
1-زاد المسافر في فقه الإمام أحمد.مطبوع 
2-المنتقى من السنة أو مختصر السنة .مطبوع
3-مسائل عبدالعزيز غلام الخلال.مطبوع

## وفاته
قال ابن الفراء توفي في شوال سنة ثلاث وستين وثلاثمائة 363 هـ وله ثمان وسبعون سنة في سن شيخه الخلال وسن شيخ شيخه أبي بكر المروذي وسن شيخ المروذي الإمام أحمد، وفيها مات جمح بن القاسم المؤذن بدمشق، وأبو بكر محمد بن أحمد الرملي ابن النابلسي الشهيد، وأبو الحسن محمد بن الحسين بن إبراهيم الآبري، والحافظ أبو العباس محمد بن موسى السمسار، ومظفر بن حاجب الفرغاني بدمشق، وأبو حنيفة النعمان بن محمد قاضي العبيدية، صنف كثيرا في الزندقة، ونحلة الباطنية.

## مسجده وضريحه
يقع مرقده في جانب الرصافة من بغداد في جامع الخلاني.
يرى مصطفى جواد وأحمد سوسة «في دليل خارطة بغداد المفصل في خطط بغداد قديماً وحديثاً» أن ضريح الخلاني ببغداد يعود للعالم البغدادي أبي بكر الخلال الحنبلي ويتفق معهما آخرين مثل عماد عبد السلام رؤوف في كتابه «معالم بغداد».
وذكر المؤرخ يونس السامرائي في كتابهِ مساجد بغداد: إن المسجد سمي بالخلاني نسبة إلى عبد العزيز غلام الخلال الحنبلي والذي نسب خطأ إلى الشيخ الخلاني، وجدد بناؤه عام 1320هـ، وآخر تجديد لهُ في عام 1394هـ.
ولقد أقيمت فيهِ صلاة الجمعة الموحدة للجمع بين الطوائف المتنازعة في العراق عدة مرات، ومنها صلاة الجمعة في تاريخ 19 تموز 2013م.